# 畑島喜久生
畑島 喜久生（はたしま きくお、1930年3月1日 - ）は、日本の児童文学研究者、教育評論家、詩人。
長崎県対馬生まれ。15歳で西浦上で原爆に遭う。1949年長崎師範学校卒、五年間教師をして1954年上京、1956年國學院大学文学部卒業。公立学校教師を経て、1982年東京都公立学校教頭、1986年調布市立国領小学校校長、1990年定年退職後、白百合女子大学・東京学芸大学・山梨大学講師、東京保育専門学校長を経て、同校理事・学監。20年余、小学校国語教科書（学校図書）の編集に携わる。現代少年詩の会代表（「少年詩の学校」主宰）。日本児童文学者協会会員。

## 著書
- 『子どもの詩の書かせかた』全2巻　鳩の森書房 1975
- 『これからの児童詩教育』みずうみ書房 1977
- 『魚類図鑑 少年詩集』学校図書 1982
- 『吃音の構造 畑島喜久生詩集』学校図書 1985
- 『たゆまぬ歩みおれはカタツムリ 長崎の平和像を作った北村西望』小林与志絵 佼成出版社 ノンフィクション・シリーズかがやく心 1986
- 『ナガサキの空』江崎充隆絵 らくだ出版 1986
- 『学校経営小事典 教頭篇』国土社 1987
- 『学校経営小事典 校長篇』国土社 1989
- 『ナガサキの花』辻みやこ絵 らくだ出版 1989
- 『よみがえったすずむしのうた』青木三春絵 岩崎書店 岩崎創作絵本 1989
- 『授業=ナガサキ 平和への祈りの授業』国土社 1990
- 『いま、教師であること』国土社 1991
- 『子どものことばと詩』現代児童詩研究会 現代児童詩叢書 1991
- 『教科書にでてくる詩のわかる本　1～6年生編』国土社 1993
- 『学校経営小事典 主任篇』国土社 1994
- 『いまこそ子どもたちに詩を』国土社 1995
- 『小学校詩の鑑賞指導ガイドブック』国土社 1995
- 『北原白秋再発見 白秋批判をめぐって』リトル・ガリヴァー社 1997
- 『「いじめ」「不登校」という教育のひずみ』高文堂出版社 現代ひずみ叢書 1997
- 『じょうずな話し方・聞き方おしえてよ』西村郁雄絵 KTC中央出版 地球っ子ブックス 新国語シリーズ 1997
- 『父よ!母よ!子どもたちよ! 酒鬼薔薇聖斗の衝撃から』リトル・ガリヴァー社 1998
- 『少年詩とは何か 子どもにかかわる詩の問題』国土社 1999
- 『与田準一論 童謡と少年詩』リトル・ガリヴァー社 2000
- 『弥吉菅一と児童詩教育』リトル・ガリヴァー社 ガリヴァー叢書 2001
- 『与田準一の珠玉の詩 その<魂>の真実』リトル・ガリヴァー社 2001
- 『保育の心を求めて』全2巻　リトル・ガリヴァー社 ガリヴァー叢書 2003-07
- 『新しい日本の少年詩』全5巻　てらいんく 2004-09
- 『わたしの魚類図鑑』てらいんく 子ども詩のポケットえくすとら 2004
- 『学校が変わる学生が変化する 理想の保育者像を追い求めつづけて』すずさわ書店 2005
- 『わたしが十五歳のとき日本の国は戦争に敗れた ナガサキ被爆』リトル・ガリヴァー社 2005
- 『あたりまえのことをあたりまえに教える教育学』てらいんく 2006
- 『子どもに向けての詩のつくりかた入門 その基礎理論と技法』てらいんく 2006
- 『霜山徳爾の世界 ある心理学者にかんする私的考察』学樹書院 2006
- 『あたりまえのことをあたりまえに行なう学校経営学 専門学校"冬の時代"をどうやって乗り切るか!』学樹書院 2007
- 『いま日本の教育を考える』1-4　リトル・ガリヴァー社 2007-2010
- 『畑島喜久生全詩集』てらいんく 2007
- 『幼児と子ども・保育者はこうして育てる 講演・エッセイ集』学樹書院 2009
- 『いま日本の教育を考える 5 (混乱・混迷の時代をどう生き抜くか)』リトル・ガリヴァー社 2011
- 『"銃後少年"の哀しき戦後つれづれ 人生三部作 第2部』リトル・ガリヴァー社 2012
- 『「大日本青少年団」への道 人生三部作「第一部」』リトル・ガリヴァー社 2012
- 『日本人の力を信じる 東日本大震災詩集』リトル・ガリヴァー社 2012
- 『呆け老人哀歌 畑島喜久生詩集』らくだ出版 2013
- 『おさんどん日記 畑島喜久生詩集 人生三部作 補遺2』らくだ出版 2014

### 共著編
- 『詩集かるくにぎっている手』編 現代童詩研究会 1961
- 『詩がすきになる本』全三巻 吉田定一共著 宮崎耕平絵 ポプラ社 1979
- 『にっきとかんさつ文 1年生』金田志津枝共著 岩井田治行絵 ポプラ社 1984
- 『日記とかんさつ文 2年生』吉川邦弘共著 稲葉哲之絵 ポプラ社 1984
- 『日記とかんさつ文 3年生』荻原昭共著 岩井田治行絵 ポプラ社 1984
- 『まっかな花 子どもの詩でつづる戦争と平和』編著 青木健真絵 風人社 平和シリーズ 1989
- 『少年詩の歩み』全2巻 弥吉菅一共編著 教育出版センター 以文選書 1994-96
- 『中学校教科書にでてくる詩の本 詩のわかる本 中学1～3年』編　国土社 1997
- 『中学校教科書にでてくる詩の本 中学生のための詩の創作』編　国土社 1997
- 『日本の少年詩 生きて輝く現役詩人たちの群像』全3巻 編・著 リトル・ガリヴァー社 2002-03